# Sílvio Porto
Sylvio Pélico Porto (Guarabira, 6 de dezembro de 1919 — 14 de maio de 1984) foi um professor, político e jurista brasileiro. Filho da professora Nautília e de José Porto, era o mais jovem de seis irmãos. Ficou órfão de pai aos três anos e teve uma juventude adversa. Estudou na rede pública de Guarabira e aos dezoito anos serviu como soldado no Exército Brasileiro, enquanto cursava a Faculdade de Direito do Recife.
Retornando à Paraíba, casou-se com a dona Diana Nóbrega Porto e exerceu a advocacia privada, sendo também procurador do estado. Mais tarde, em 1947, foi designado prefeito de Guarabira pelo governador Oswaldo Trigueiro. Quando deixou a prefeitura foi nomeado por Trigueiro como seu chefe de gabinete.
Em 15 de fevereiro de 1949 foi nomeado diretor do Departamento de Publicidade, que englobava o jornal A União e o Diário Oficial do Estado. Ainda na vida pública, foi secretário de estado (Interior, Justiça e Segurança Pública) e deputado estadual. No magistério superior, foi professor de Direito Civil na Universidade Federal da Paraíba.
Embora filiado ao ARENA, por ocasião da vigência do Ato Institucional n.º 5, durante a ditadura militar teve os cargos na UFPB e no estado cassados em razão de disputas políticas na região de Guarabira.
Com a interrupção da atividade pública, retomou o exercício privado da advocacia na capital paraibana. Posteriormente, com a promulgação da Lei da Anistia, foi reconduzido à procuradoria geral do estado da Paraíba. Em 1981, foi empossado no cargo de desembargador do Tribunal de Justiça da Paraíba, por nomeação do governador Tarcisio de Miranda Burity.
No Poder Judiciário, integrou a Câmara de Criminal do Tribunal de Justiça da Paraíba e foi presidente do Tribunal Regional Eleitoral da Paraíba no período de 2 de fevereiro de 1983 a 31 de janeiro de 1984.